# Mali Turini
Mali Turini – wieś w Chorwacji, w żupanii istryjskiej, w gminie Sveta Nedelja. W 2011 roku liczyła 39 mieszkańców.